# Courbefy
Courbefy est un hameau de la commune de Bussière-Galant, dans le département français de la Haute-Vienne.
Abandonné depuis les années 2000, il est principalement connu pour sa mise aux enchères en mai 2012, puis son rachat pour 520 000 euros par le milliardaire coréen controversé Yoo Byung-eun, connu en tant qu'artiste photographe sous le pseudonyme d'Ahae, propriétaire du navire Sewol qui a fait naufrage en avril 2014, et décédé par la suite à l'âge de 73 ans en juin de la même année.

## Géographie
Courbefy est un petit hameau situé sur la commune de Bussière-Galant dans le département de la Haute-Vienne, à environ 530 mètres d'altitude, sur la partie culminante des monts de Châlus. Il est distant d'environ 6 km au sud du village de Bussière-Galant à proprement parler. Le hameau de La Gare est situé à 4 km au nord-est et celui de Saint-Nicolas à 2 km au sud-est.
Le village occupe un espace vaguement ovale et est totalement entouré par les bois, à l'exception de sa partie sud.

## Histoire

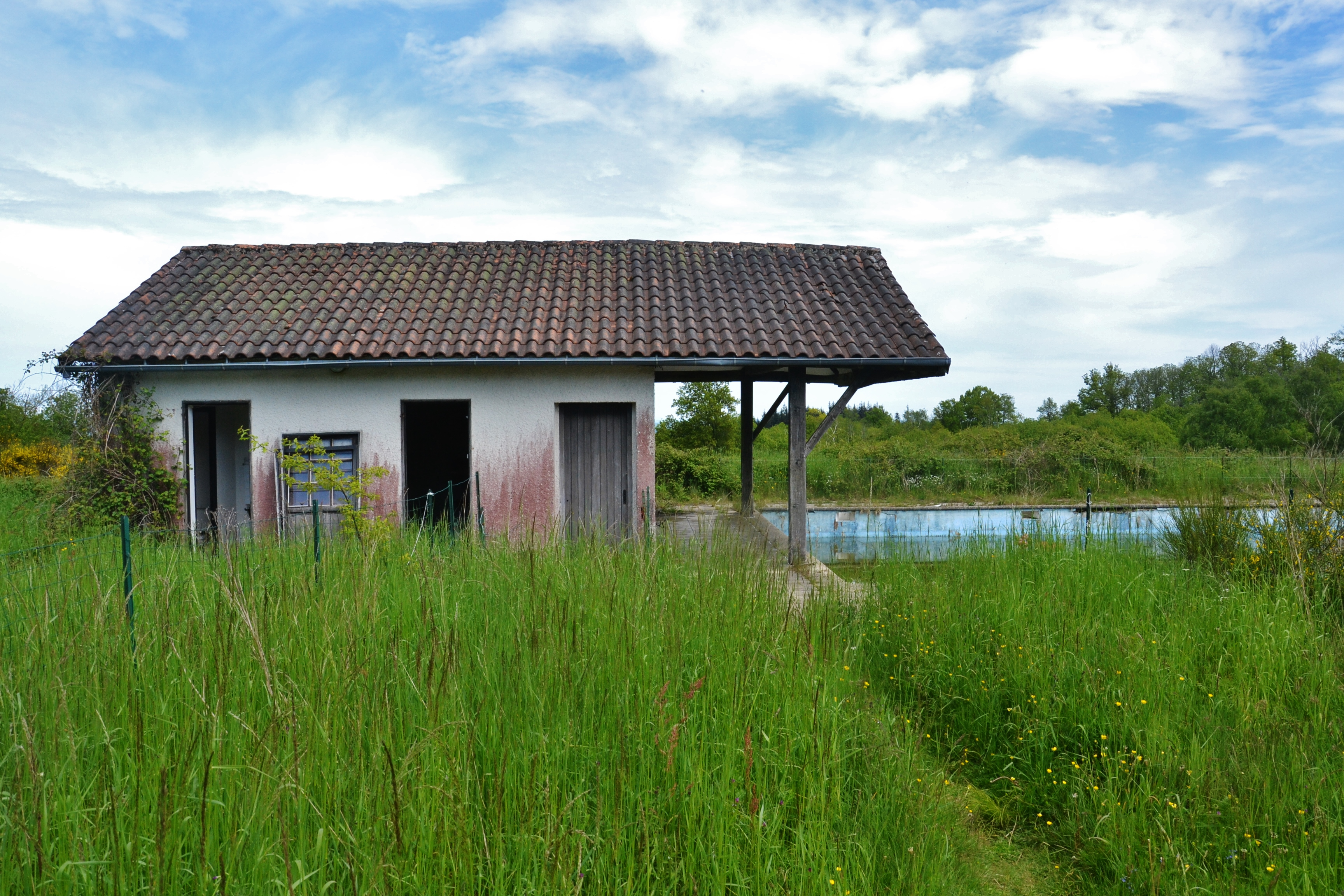
Local piscine abandonné de Courbefy, en mai 2013.

### Époque médiévale
Le village de Courbefy, qui à l'origine était une paroisse indépendante, possède initialement une forteresse médiévale construite sous l'autorisation des vicomtes de Limoges. Aucune date précise n'est connue pour la construction du château, néanmoins nous savons que celui-ci a dû être construit dans la seconde moitié du XIIIe siècle par un certain Géraud de Maulmont.
Courbefy est citée en 1261 sous le nom de Corbafi.
Il est aussi probable que le château a été construit sur l'emplacement d'un ancien fort gaulois, cette hypothèse s'explique par la présence de deux énormes fossés qui entourent la place et qui représentent plutôt une caractéristique celtique que médiévale. Cependant, cette hypothèse peut-être remise en question sans aucune preuve concrète permettant de déterminer la datation des fossés qui entourent le château médiéval.
Le château construit par Géraud de Maulmont fait partie d'une ligne défensive de la vicomté de Limoges avec notamment les châteaux de Châlus-Chabrol, Firbeix, Montbrun, Bret [...], formant ainsi une ligne fortifiée au cours des tensions entre Plantagenêt et Capétiens. Le château en lui-même, entouré par deux profonds fossés, est plutôt comparable à une petite forteresse. Il se compose d'un carré d'environ 38 mètres flanqué aux deux extrémités Nord et à l'extrémité Sud-Ouest par des tours rondes et au Sud-Est par une tour octogonale servant de donjon. À l'intérieur de la place se distinguent encore quelques pans de murs des bâtiments qui avaient été probablement adossés en grande partie au mur d'enceinte. Maître Gérauld de Maulmont étant connu pour la construction de nombreux châteaux comme celui du haut castrum de Châlucet ou encore celui du « vieux » Bourdeilles en Périgord ou même celui de Montfort en Bourgogne, tous ses châteaux sont construits sur des bases architecturales proches comme pour la forme des archères, qui sont toutes cruciformes, par chance il existe encore une archère cruciforme au niveau des latrines (tour Nord-Ouest) à Courbefy. Cette similitude entre les châteaux construits par Maulmont peut donner des indices sur la forme éventuelle qu'avait le château au XIIIe siècle. Il est a noter que des échantillons de carreaux vernissés ont été retrouvées, ce qui prouve que la forteresse avait aussi un aspect résidentiel si nécessaire.
Au cours de la Guerre de Cent Ans, le site n'est pas réellement un enjeu stratégique, néanmoins les troupes françaises et anglaises s'y affronteront à de multiples reprises. Ainsi, nous savons que le château est pris une première fois vers 1376 puisque des routiers anglais y sont installés. Les pillards s'attaquent aux campagnes environnantes et aussi aux pèlerins se rendant aux fêtes des Ostensions à Limoges, ils sont par la suite chassés une première fois de la forteresse par les troupes de Charles V. Puis, durant l'année 1404, la forteresse est assiégée durant douze semaines pour faire sortir à nouveau les pillards "anglais", le siège est mené par le connétable Charles d'Albret qui reçoit l'aide de la ville de Périgueux qui lui fournit de l'argent et des engins de siège comme le précise la chronique du religieux de Saint-Denys.  Après douze semaines de siège, les pillards ne se rendant toujours pas, il est décidé de les payer pour qu'ils quittent la place (14 000 écus). Par la suite, le château aurait même été utilisé par son propre capitaine (censé administrer le château en l'absence du réel propriétaire) comme lieux de retranchement pour des pillages des campagnes alentour, celui-ci a dû être payé 1 400 réaux d'or pour le faire quitter la place et la donner au gouverneur du Limousin Amaury d'Estissac. 

La Chronique du religieux de Saint-Denys rend une brève description de la forteresse :
Quand le connétable fut arrivé, il tint conseil avec ses chevaliers pour délibérer sur ce qu'il y avait à faire. Ceux-ci, considérant que le pays était couvert de forteresses ennemies et que la valeur aime à braver les difficultés et les périls, résolurent de s'emparer d'abord du château de Corbefin, dont l'accès était presque impraticable. Cette place, située sur le penchant d'une colline, était entourée d'un mur haut et solide, flanqué de tours nombreuses, qui étaient disposées régulièrement de distance en distance, et qui permettaient de faire une longue résistance. (original en latin)

### Époque  moderne
Au cours du XVIe siècle Courbefy n'est pas épargné par les luttes entre catholiques et protestants. Ainsi le château est occupé durant une période par la Ligue.
Le château passe à la famille d'Albret dont le plus illustre, Henri IV, vend la seigneurie de Courbefy en mars 1600 à Léon Planeaux écuyer et seigneur de Vieillecour, à Antoine Chapelle écuyer et sieur de Jumilhac (annoblit trois ans auparavant par Henri IV) et aux frères Antoine et Jacques Arlaut sieurs de Frugie. Cette vente répond aux nombreuses dettes du roi qui avait dû combattre de nombreuses années pour parvenir au trône. Il semble que trois ans plus tard la seigneurie de Courbefy, devenue baronnie, soit vendue entièrement à Antoine Chapelle. Courbefy changea encore de propriétaire jusqu'au Ribeyreix puisque en 1646 Courbefy passe à Pierre de Ribeyreys. A ce moment-là, Courbefy sert toujours comme gîte d'étape comme l'atteste en 1659 : "sieur de la Motte Saint-Cyr, se rendant en Catalogne, arriva à Limoges le 25 et 26 mai 1659 et alla loger le lendemain à Courbefy". Cependant, la famille de Ribeyreix est la dernière à avoir connu le château car celui-ci est démoli vers 1669 (ainsi que la chapelle), démolition qui s'est faite avec la poudre, ce qui explique la dispersion des blocs du donjon qui tiennent encore en grande partie grâce à un ciment très résistant. Dans les débris se distinguent deux blocs majeurs possédant chacun encore une partie de l'intérieur du donjon, avec même un vestige du pied-droit d'une porte maintenant à l'horizontale. Ses deux blocs appartiennent très certainement à l'ancien donjon octogonale du château et l'épaisseur du mur pour l'un de ses blocs et d'environs 2,10 m.

### Époque contemporaine
À la Révolution française, Courbefy est une commune à part entière. Elle fusionne en 1800 avec Saint-Nicolas pour former Saint-Nicolas-Courbefy. Cette seconde commune est elle-même finalement absorbée par Bussière-Galant en 1974.
À la fin du XXe siècle et au début du XXIe siècle, le dernier résident de Courbefy rachète une à une toutes les maisons et les terrains du village, après y avoir aménagé un hôtel-restaurant dans les années 1990[Information douteuse].
Dans les années 1970, un promoteur construit des pavillons dans l'intention de les louer. Il y crée une piscine et un court de tennis. Il revend à un financier parisien dans les années 1980. C'est en 1994 qu'un couple reprend le village pour y créer un gîte rural et une activité équestre. Pour des raisons familiales il vend en 2003. En 2008, le nouvel acquéreur fait faillite et abandonne le village.
En février 2012, une procédure judiciaire attribue sa propriété à la banque créancière, qui met ensuite l'ensemble du hameau aux enchères le 21 mai 2012, pour une mise à prix de 330 000 €,,. Le village est finalement acquis par le photographe sud-coréen Ahae pour 520 000 €.
Le 15 octobre 2015, un collectif informel, le « Centre de recherche international pour un monde meilleur » (CRIMM), s'installe dans la partie basse du lieu,. Le CRIMM se veut un lieu non marchand ouvert à des activités artistiques, culturelles et associatives. Ses occupants invitent toutes les bonnes volontés à venir les rejoindre pour expérimenter, dialoguer et imaginer un monde meilleur. Les premiers arrivés ne veulent pas accaparer les lieux : ils veulent poser la question de son utilité sociale, de la question du bien commun d'un lieu riche en histoire, et abandonné depuis de trop nombreuses années.
Finalement, la société propriétaire, AHAE Press Inc. basée à New York, décide d'assigner en référé le CRIMM au tribunal de grande instance de Limoges. À l'issue de l'audience le 23 octobre 2015, les juges décident l'expulsion du CRIMM sous 8 jours. L'huissier vient à Courbefy le soir même à 18h. Une grande fête y est organisée le 31 octobre, afin de réunir les voisins, les amis et tous ceux qui veulent réfléchir sur l'avenir de ce lieu. Le premier novembre 2015, le collectif est parti, à la suite d'une ordonnance de justice.
En 2016, les ayants droit du propriétaire coréen réaffirment leur souhait de finaliser le projet artistique d'Ahae. Depuis [en 2022], les bâtiments du hameau ont subi des dégradations, et le développement du site est toujours suspendu aux démêlés judiciaires de la famille Yoo.

## Monuments

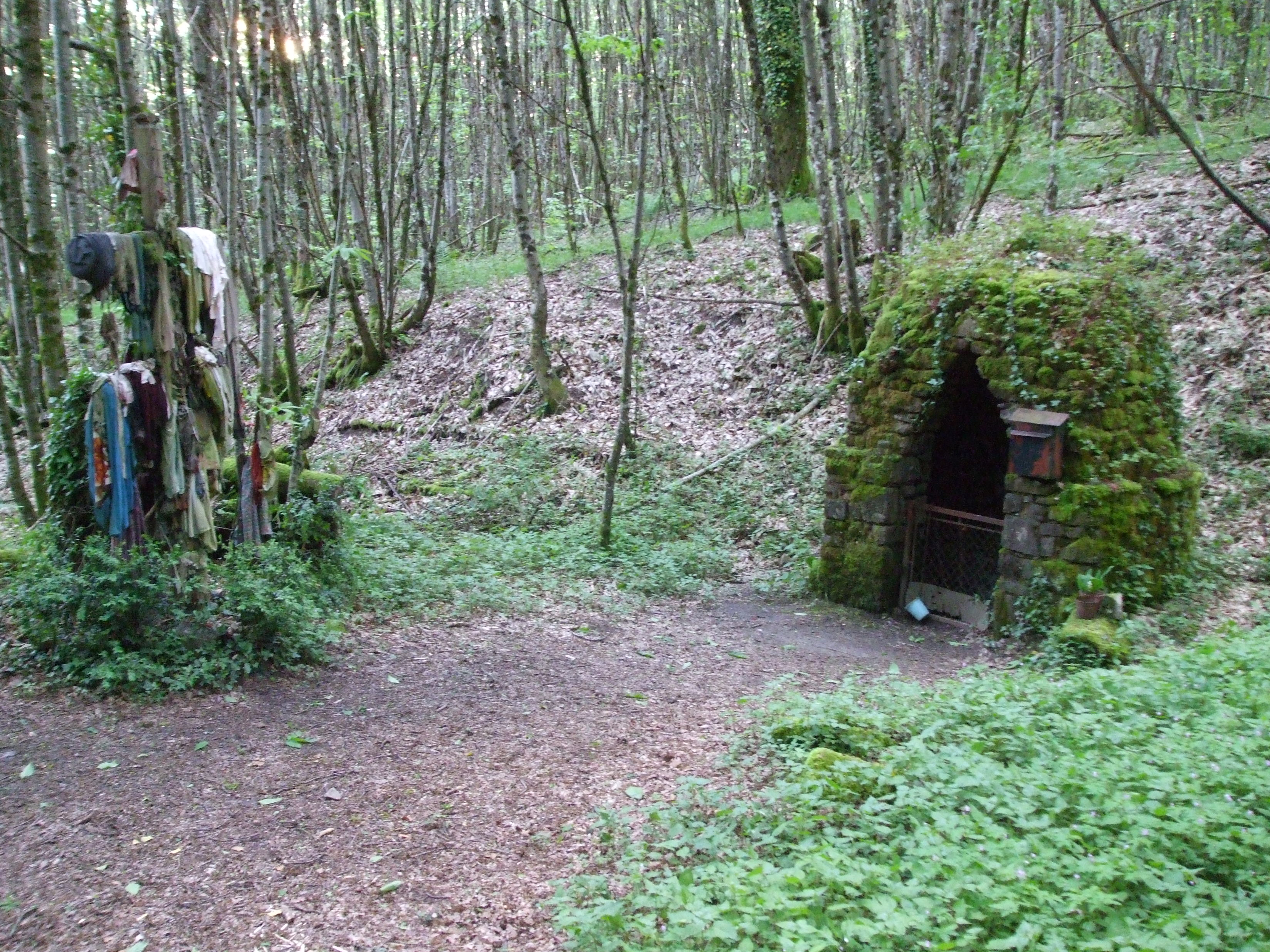
L'une des trois fontaines à dévotion de Courbefy, à droite, ainsi que sa croix de dévotion à gauche.

Une petite chapelle du XVIIe siècle s'élève à quelques dizaines de mètres de l'ancien donjon.
Courbefy compte trois « bonnes fontaines », des fontaines à dévotion situées à quelques centaines de mètres en contrebas de la chapelle. L'une d'entre elles est encore utilisée comme en témoignent les nombreux ex-votos faits de morceaux de tissus, de chaussures d'enfants ou de couches-culottes.
Elles semblent être dédiées à saint Eutrope.

## Photos

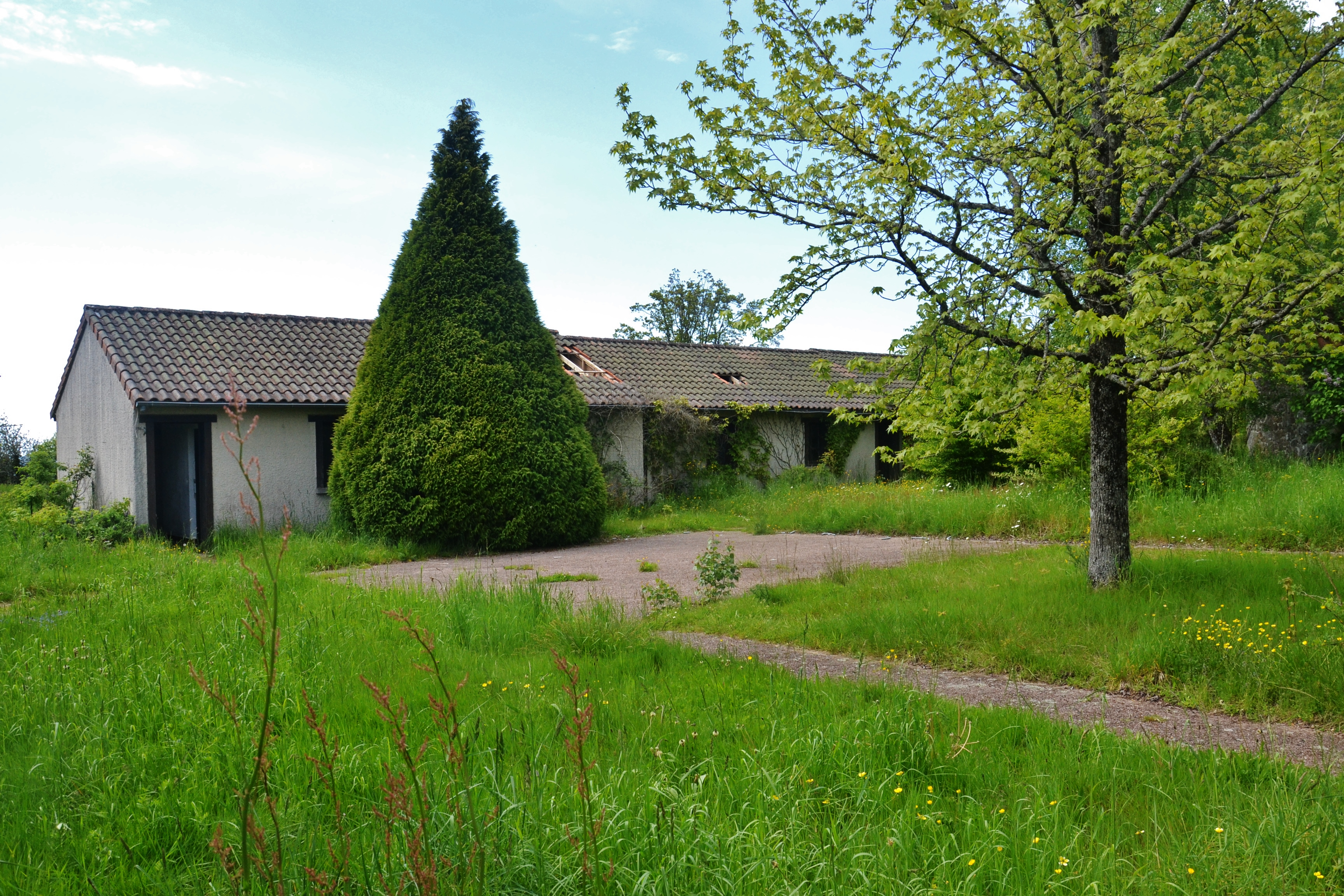
Le village abandonné
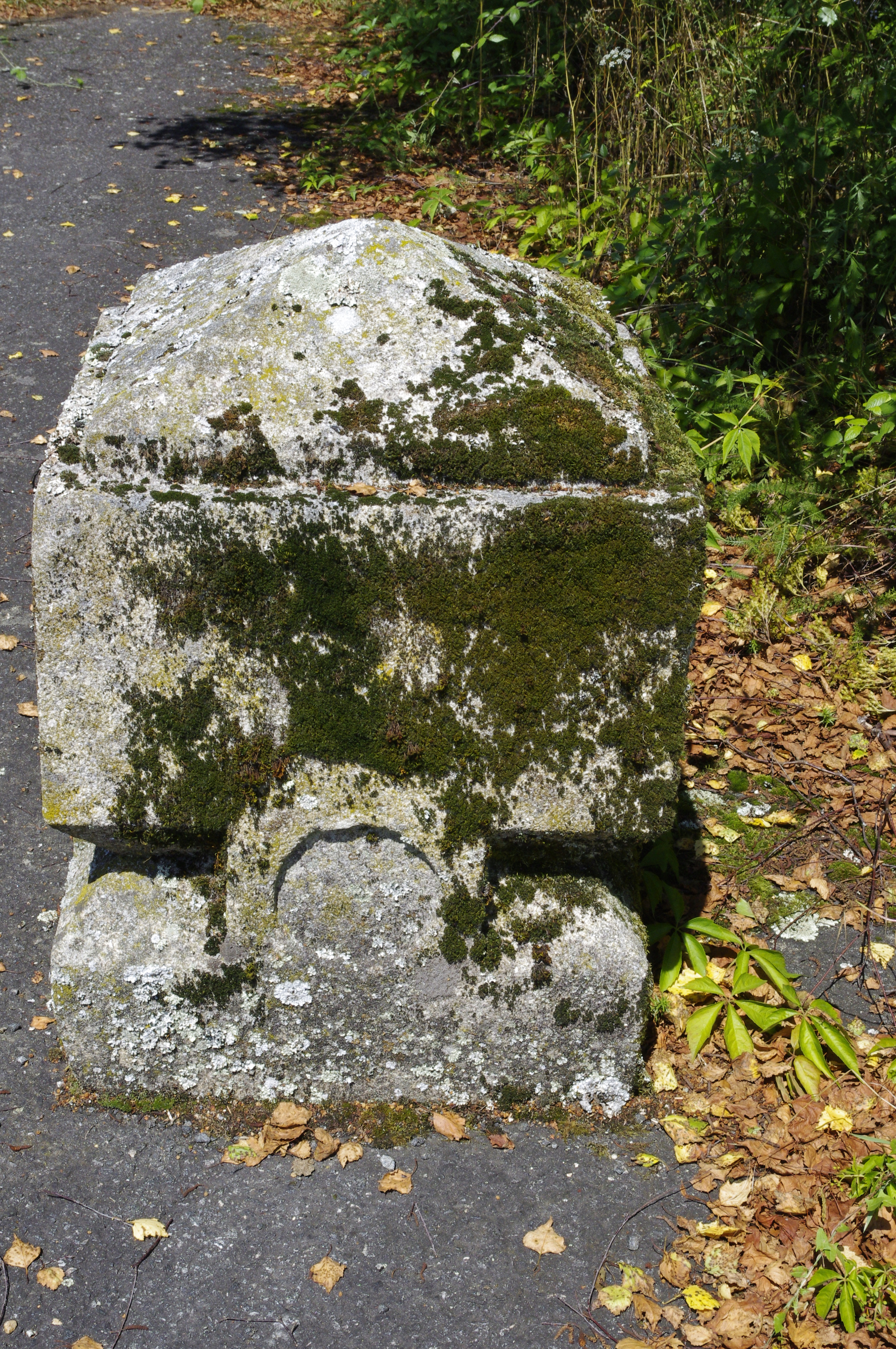
Pierre bloquant l'accès aux maisons
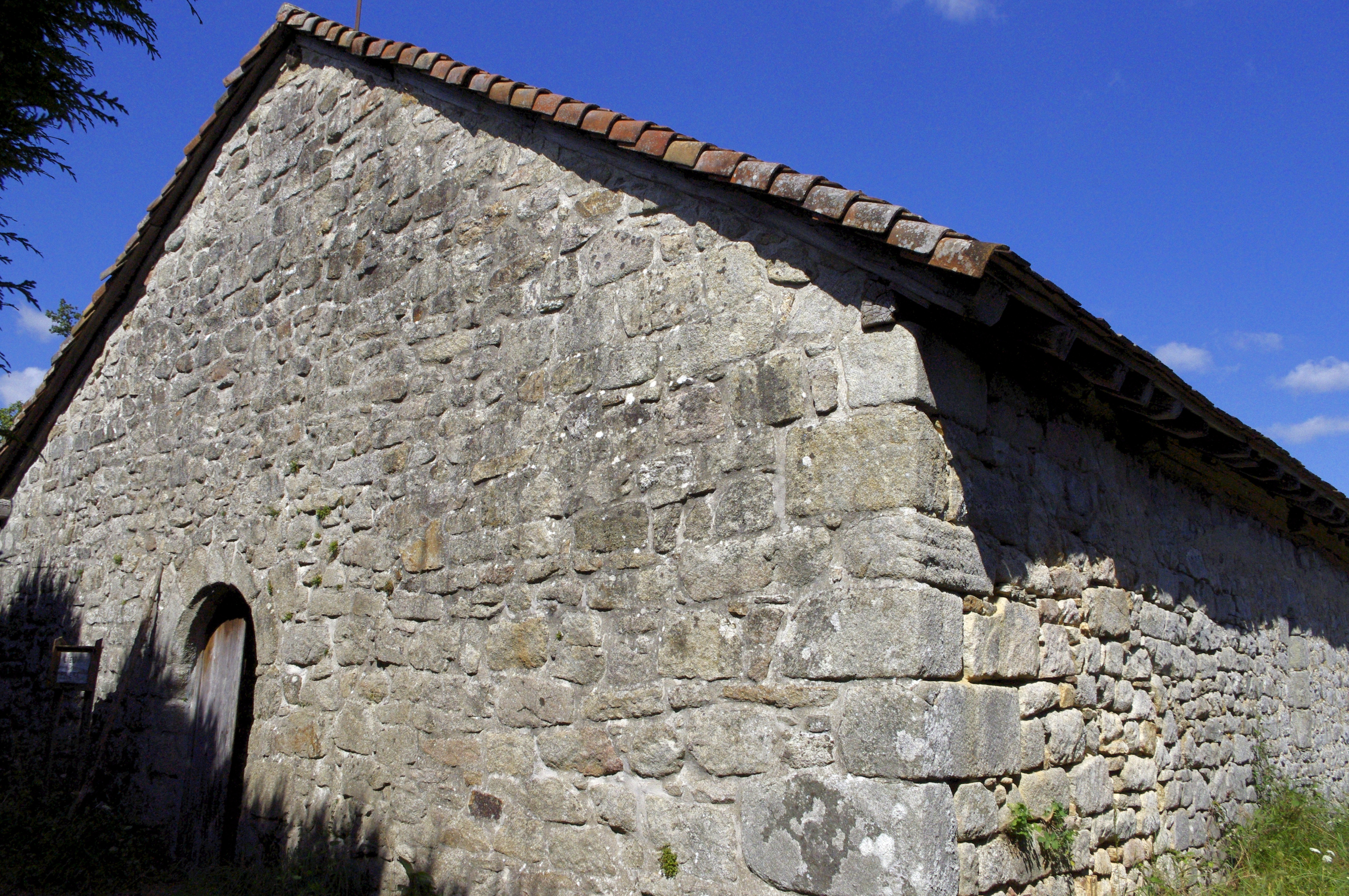
L'entrée de la chapelle
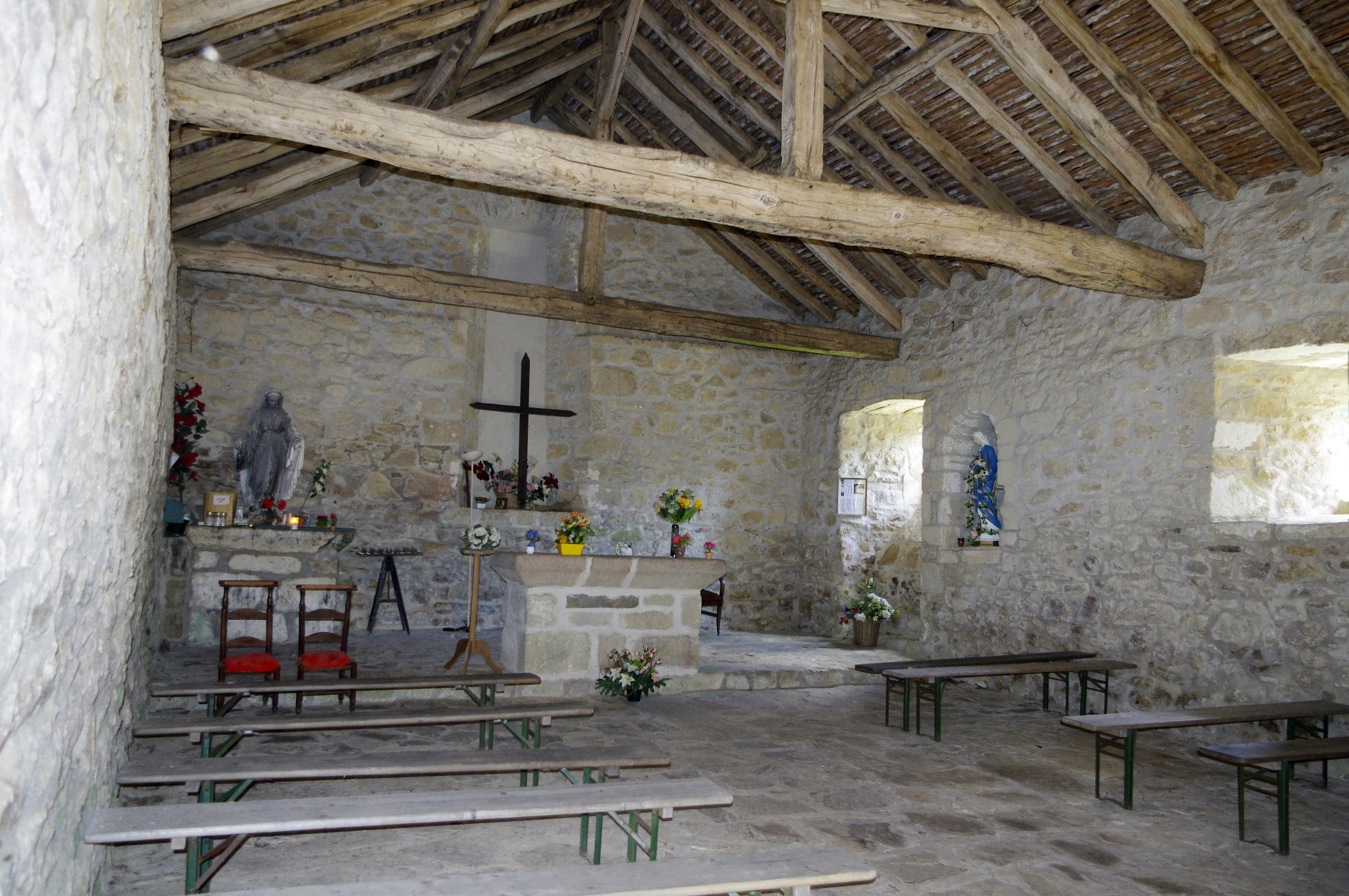
L'intérieur de la chapelle
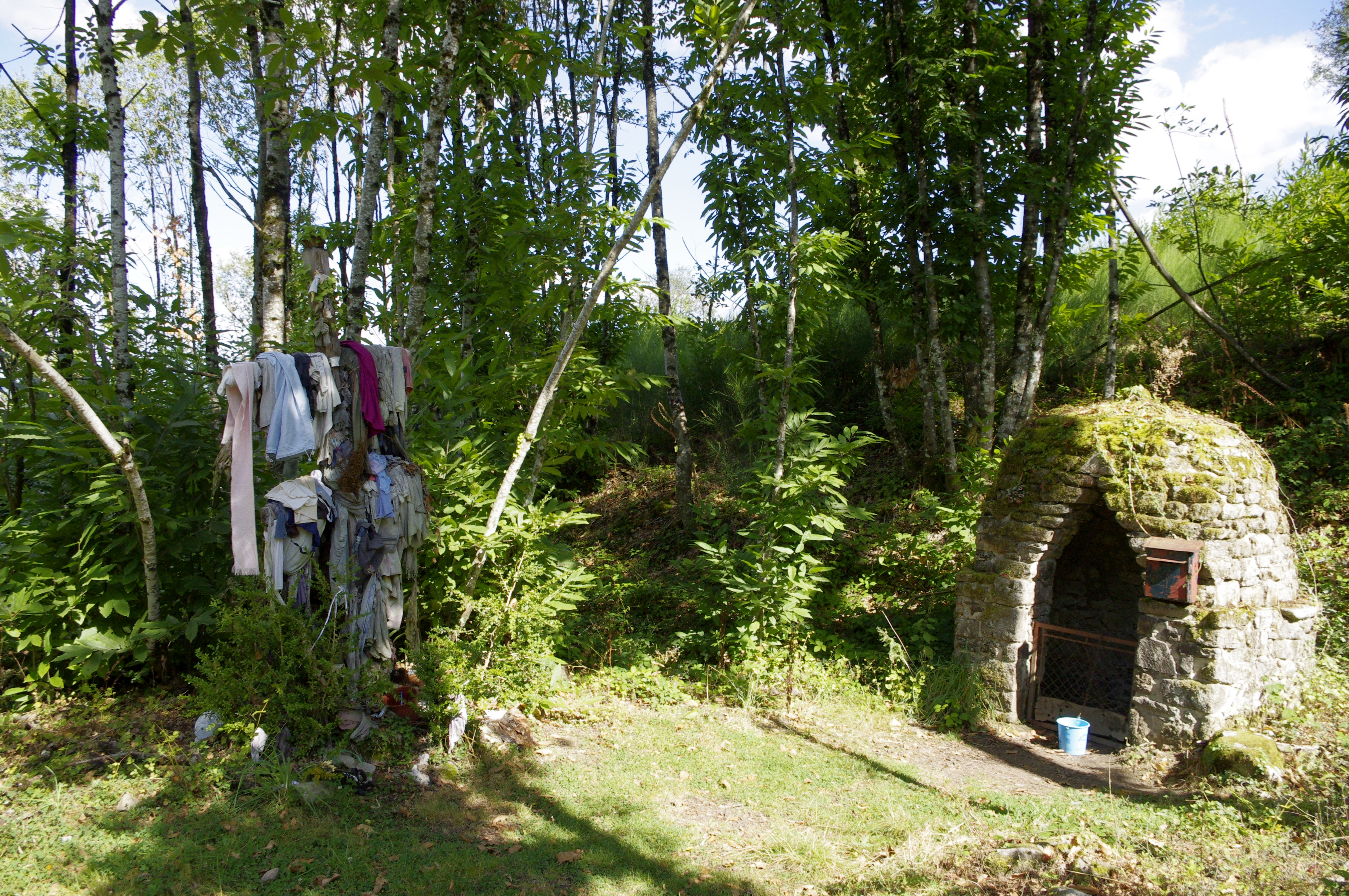
La fontaine de dévotion la plus proche de la chapelle
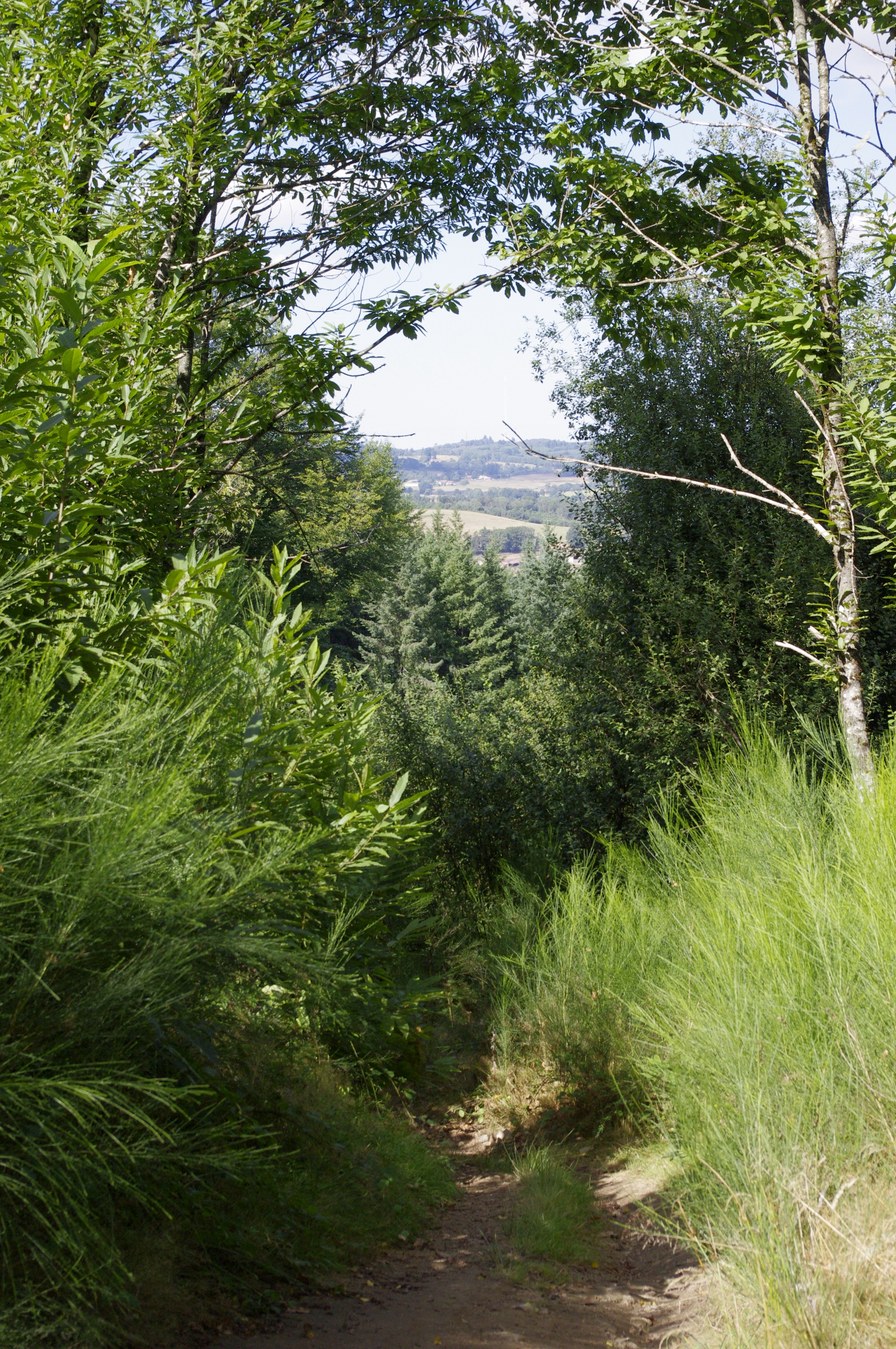
Descente vers la deuxième fontaine
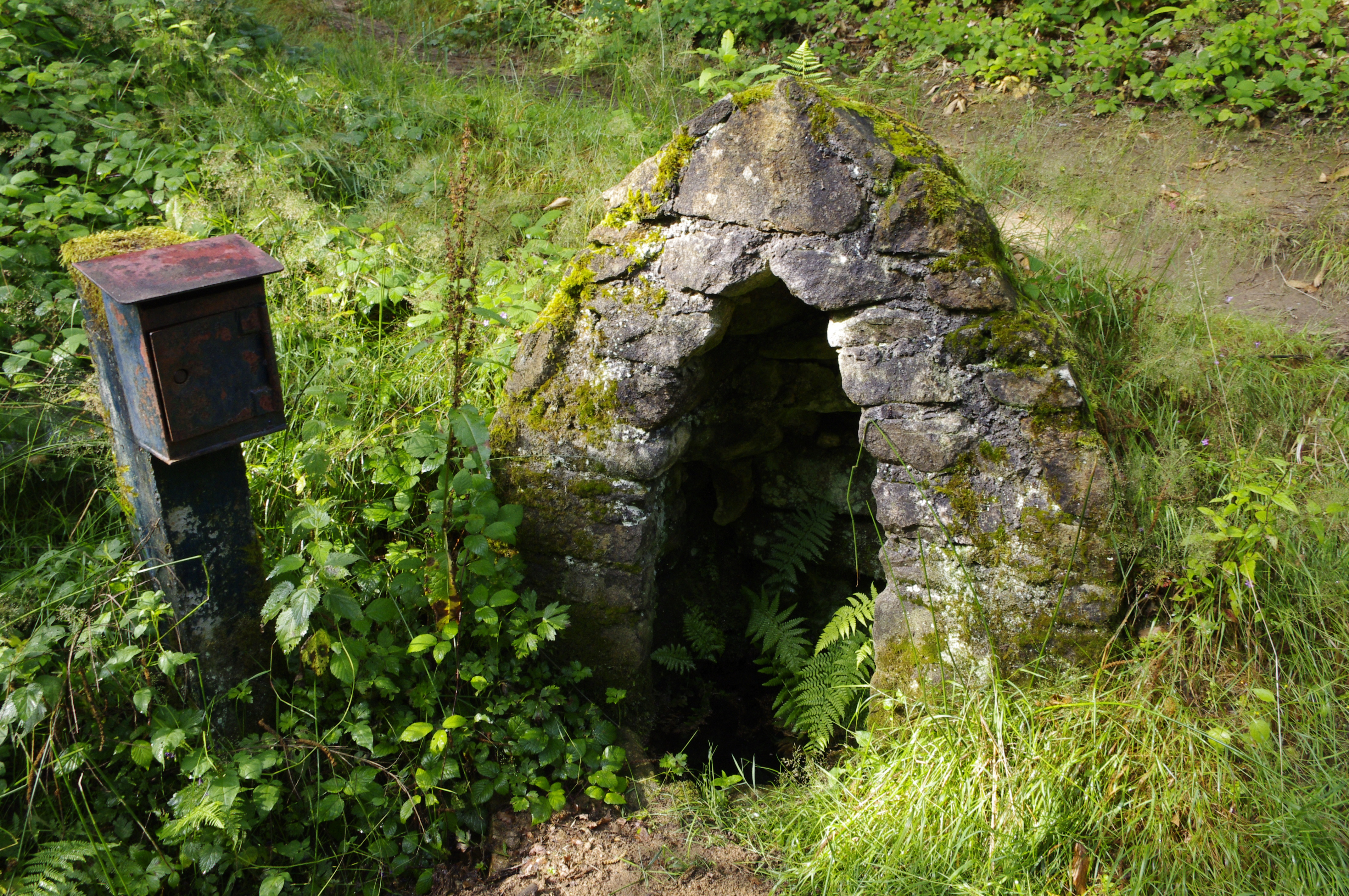
La deuxième fontaine de dévotion
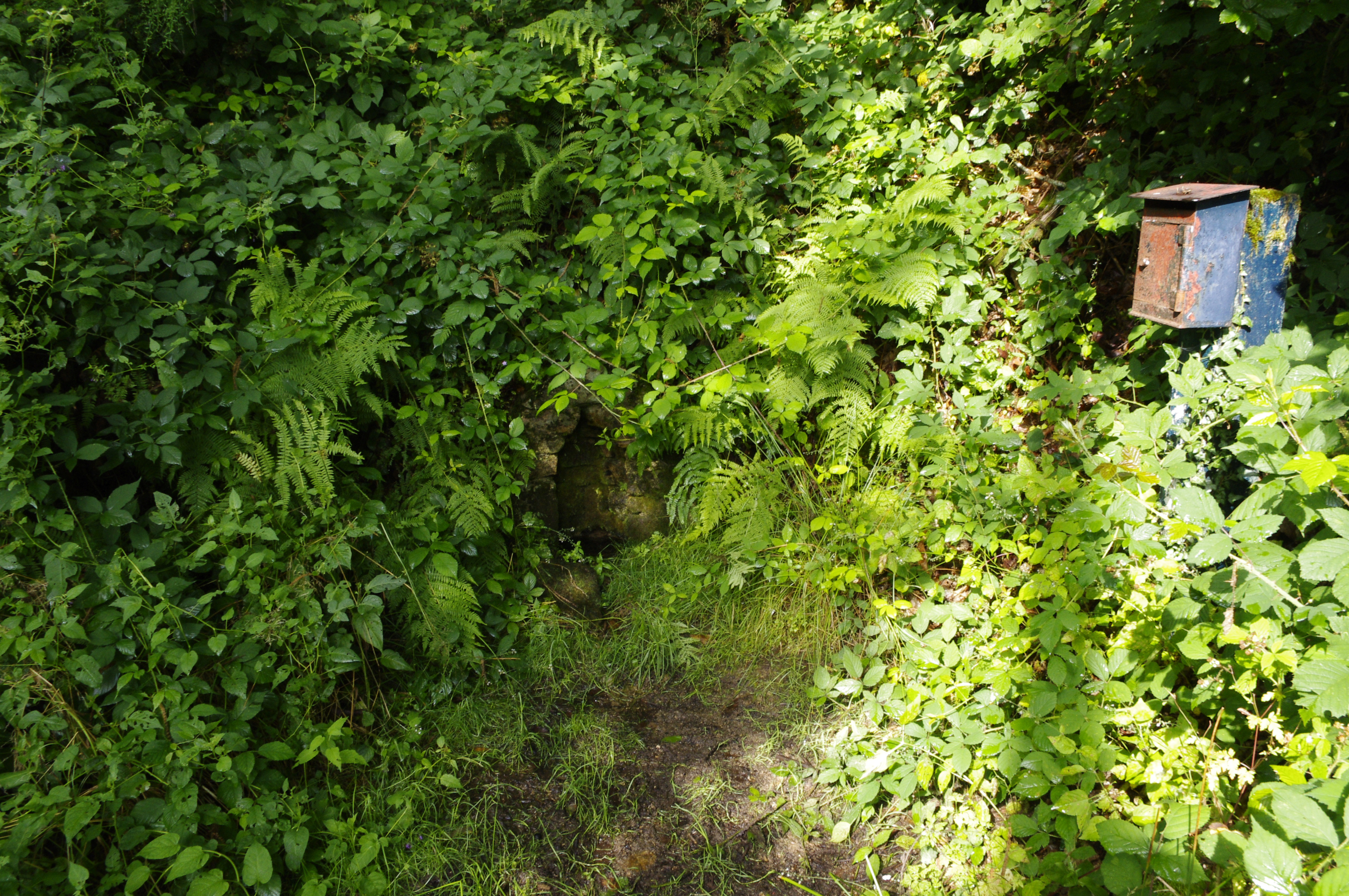
La troisième fontaine de dévotion, visiblement plus utilisée